# Imagen Award al miglior giovane attore televisivo
L'Imagen Award al miglior giovane attore televisivo (Imagen Award for Best Best Actor/Television) è un premio presentato annualmente ed assegnato al miglior giovane attore protagonista di una serie televisiva.

## Vincitori e candidati
L'elenco mostra il vincitore di ogni anno, seguito dagli attori che hanno ricevuto una candidatura. Per ogni attore viene indicato il titolo della serie che le ha valso la candidatura, se possibile con il titolo in italiano.

### Anni 2010
- 2014[1]
  - Benjamin Flores Jr. - I fantasmi di casa Hathaway (The Haunted Hathaways)
  - Adam Irigoyen - A tutto ritmo (Shake It Up)
  - Fabrizio Zacharee Guido - Welcome to the Family
  - Mateo Arias - Kickin' It - A colpi di karate (Kickin' It)
  - Xolo Maridueña - Parenthood
- 2015[2]
  - Rico Rodriguez - Modern Family
  - Diego Velázquez - I Thunderman (The Thundermans)
  - Xolo Maridueña - Parenthood
- 2016[3]
  - Isabela Moner - 100 cose da fare prima del liceo (100 Things to Do Before High School)
  - Dalila Bela - Odd Squad
  - Felix Avitia - Gamers Mania (Gamer's Guide to Pretty Much Everything)
  - Jenna Ortega - Harley in mezzo (Stuck in the Middle)
  - Maria Quezada - La cucina magica di Talia (Talia in the Kitchen)
  - Nathan Arenas - Summer Camp (Bunk'd)
  - Paola Andino -  Emma una strega da favola (Every Witch Way)
- 2018[4]
  - Jenna Ortega - Harley in mezzo (Stuck in the Middle)
  - Cree Cicchino - Game Shakers
  - Ethan Kent - Room 104
  - Gavin Kent - Room 104
  - Marcel Ruiz - Giorno per giorno (One Day at a Time)
  - Xolo Maridueña - Cobra Kai